# فلوري دي نالو
فلوري دي ناللو (بالفرنسية: Fleury Di Nallo) (20 أبريل 1943 في ليون) لاعب كرة قدم فرنسي ذو أصول إيطالية معتزل كان يجيد اللعب في مركز المهاجم . بزع نجمه في حقبة الستينات والسبعينات مع نادي ليون وحقق معه بطولة كأس فرنسا 3 مرات سنوات 1964 ، 1967 ، 1973 .

## روابط خارجية
- فلوري دي نالو على موقع الاتحاد الأوربي (الإنجليزية)
- فلوري دي نالو على موقع قاعدة بيانات كرة القدم.إي يو (الإنجليزية)
- فلوري دي نالو على موقع ناشيونال فوتبول تيمز (الإنجليزية)